# كاستلارانو
كاستلارانو (بالإيطالية: Castellarano)‏ هي بلدية في مقاطعة ريدجو إميليا في إقليم إميليا رومانيا الإيطالي.

## السكان
في سنة 1861 بلغ عدد السكان 2٬786 نسمة، وتطور العدد ليصل في سنة 2011 لـ 14٬838 نسمة.
يظهر هذا المخطط البياني تطور النمو السكاني لـ كاستلارانو

## توأمة
لكاستلارانو اتفاقيات توأمة مع كل من:
- شتوروفو
- برونتال